# 房伟
房伟（1987年7月19日—），中国足球运动员，司职后卫，现效力于中超球队河南建业。